# Rivière Saint-Paul
La rivière Saint-Paul (anglais : St. Paul River, Innu-aimun : Aissimeu-shipu) est une rivière située sur la Côte-Nord au Québec, Canada. Elle se jette dans le golfe du Saint-Laurent .

## Localisation
La rivière prend sa source sur la hauteur des terres entre l'océan Atlantique et le golfe du Saint-Laurent. Elle coule en direction sud sur une distance d'environ 160 km avant de se jeter dans la baie des Esquimaux au centre de l'archipel du Vieux Fort, à environ 35 km de Blanc-Sablon. Les 15 derniers kilomètres marquent la limite entre les cantons de Chevalier et de Bonne-Esperance. L'embouchure se trouve dans la municipalité de Bonne-Espérance dans la municipalité régionale de comté du Golfe-du-Saint-Laurent. Le village de Rivière-Saint-Paul est situé tout juste à l'ouest de l'embouchure.

## Toponymie
Les Inuits qui vivaient autrefois à l'embouchure de la rivière appelaient la rivière Quitzezaqui, qui signifie « grande rivière ». Les Naskapis l'appellent Aisimeu Shipu, qui signifie « rivière Eskimo », tandis que les Innus utilisent Aiahtshimeu Hipu, qui signifie également « rivière Eskimo ». Louis Jolliet est arrivé à la rivière le 7 juillet 1694 sous le nom de Rivière des Esquimaux, également appelé Grande Rivière. En mars 1706, Jean-Amador Godefroy de Saint-Paul (1649-1730) obtint une concession commerciale à l'embouchure de la rivière, renommée rivière Saint-Paul.

## Bassin
Le bassin hydrographique de la rivière couvre 7 158 km2. Il est entre les bassins de la rivière Napetipi à l'ouest et du ruisseau des Belles Amours à l'est. Il est situé principalement dans le territoire non-organisé de Petit-Mécatina et aussi dans la municipalité de Bonne-Espérance.
Le principal affluent de la rivière Saint-Paul est la rivière Bujeault en rive gauche et d'une longueur de 71 km.

## Présence basque
Entre juillet et août 2019, une équipe d'archéologues sous-marins a découvert et examiné quatre sites de pêche datant du XVIe siècle sur la rivière Saint-Paul. Les camps étaient remplis d'objets tels que des chaudrons, des céramiques, des tuiles de toiture et des clous pour navires que les Inuits avaient probablement achetés à des Basques. Cela montrait que les Inuits étaient sédentaires plutôt que nomades et que les Basques avaient des liens plus étroits avec la population locale qu'on ne le pensait. Les objets ont été trouvés dans la rivière et sur le rivage.

## Pêche
La rivière est reconnue comme une rivière à saumon atlantique (Salmo salar). En 2018, la récolte de grands saumons n'était autorisée que pendant une partie de l'année. La saison de pêche dure de la mi-juin à la mi-août. Entre 2013 et 2017, 126 saumons en moyenne ont été pêchés dans la rivière à chaque année. Le lit de la rivière est composé de roches de taille moyenne. Son eau claire et froide est un habitat idéal pour le saumon atlantique. L'anguille d'Amérique (Anguilla rostrata), l'omble de fontaine anadrome (Salvelinus fontinalis) et l'éperlan arc-en-ciel (Osmerus mordax) figurent également à l'embouchure.
Le Club de pêche au saumon Saint-Paul offre des services de pourvoirie. Le club possède les droits exclusifs sur une distance d'environ 60 km en amont avec de nombreuses îles et rapides. Il fournit une cabine, un canot et une pêche guidée à la mouche ainsi qu'en rivière du saumon de l'Atlantique. On accède au camp par hydravion ou par hélicoptère. Pourvoirie Green Point fournit également des services de pourvoirie et dispose de droits exclusifs sur 17 km de la rivière à partir de trois kilomètres de l’embouchure de la rivière et s'étendant jusqu’aux rapides Green Point. Le service comprend le transport aérien depuis Blanc-Sablon, la pêche guidée et l'hébergement dans des camps en bord de fleuve.